# 王乐亭
王乐亭（1913年11月—1996年11月21日），男，河南偃师人，中华人民共和国政治人物，曾任贵州省政协副主席，中共贵州省顾问委员会常委。